# Fimtekno
Sähkötarkastus Fimtekno Oy var ett finländskt företag som grundades 1994 som en arvtagare till Elinspektionscentralen. 
Fimtekno, som hade sitt säte i Helsingfors, var ett oberoende, opartiskt specialistföretag, med teknisk provning av hissar, lyftkranar och elektriska installationer som uppgift. Tjänsterna täckte hela Finland, vid behov hela Europeiska unionen (EU). Fimtekno var en EU-notifierad inrättning och medverkade aktivt i det internationella säkerhets- och standardiseringsarbetet. Bolaget ägdes av Centralen för elsäkerhetsfrämjande. Fimtekno förvärvades våren 2004 av Inspecta Oy som då var Nordens ledande inspektionsföretag.